# Município de Montgomery (condado de Ashland, Ohio)
O município de Montgomery (em inglês: Montgomery Township) é um município localizado no condado de Ashland no estado estadounidense de Ohio. No ano de 2010 tinha uma população de 2.700 habitantes e uma densidade populacional de 37,64 pessoas por km².

## Geografia
O município de Montgomery encontra-se localizado nas coordenadas 40° 53′ 05″ N, 82° 15′ 33″ O. Segundo a Departamento do Censo dos Estados Unidos, o município tem uma superfície total de 71.73 km², da qual 71.32 km² correspondem a terra firme e (0.57%) 0.41 km² é água.

## Demografia
Segundo o censo de 2010, tinha 2.700 habitantes residindo no município de Montgomery. A densidade populacional era de 37,64 hab./km². Dos 2.700 habitantes, o município de Montgomery estava composto pelo 98.48% brancos, o 0.59% eram afroamericanos, o 0.04% eram amerindios, o 0.37% eram asiáticos, o 0.04% eram insulares do Pacífico, o 0.11% eram de outras raças e o 0.37% pertenciam a dois ou mais raças. Do total da população o 0.63% eram hispanos ou latinos de qualquer raça.